# Sankt Veit in der Südsteiermark
Sankt Veit in der Südsteiermark osztrák mezőváros Stájerország Leibnitzi járásában. 2017 januárjában 4039 lakosa volt. 

## Elhelyezkedése

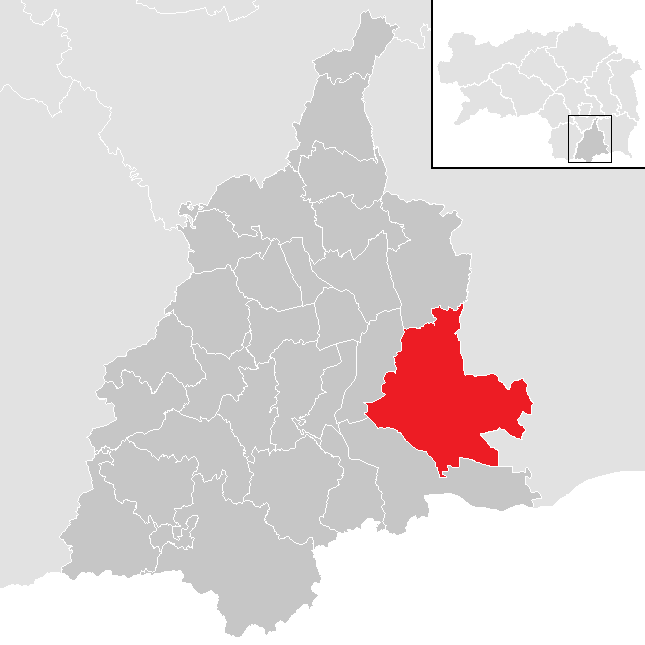
Sankt Veit in der Südsteiermark a Leibnitzi járásban

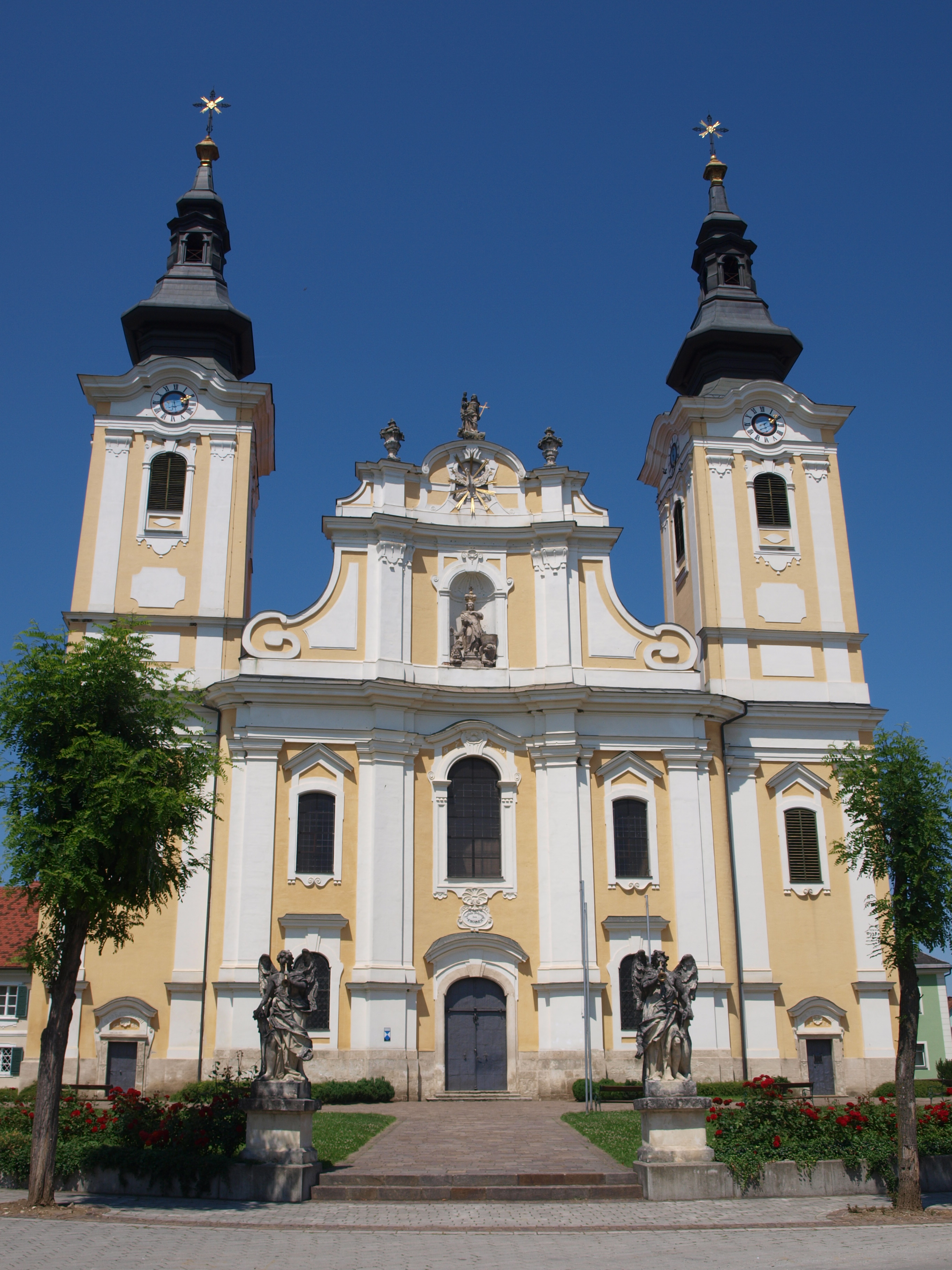
A Szt. Vitus-plébániatemplom

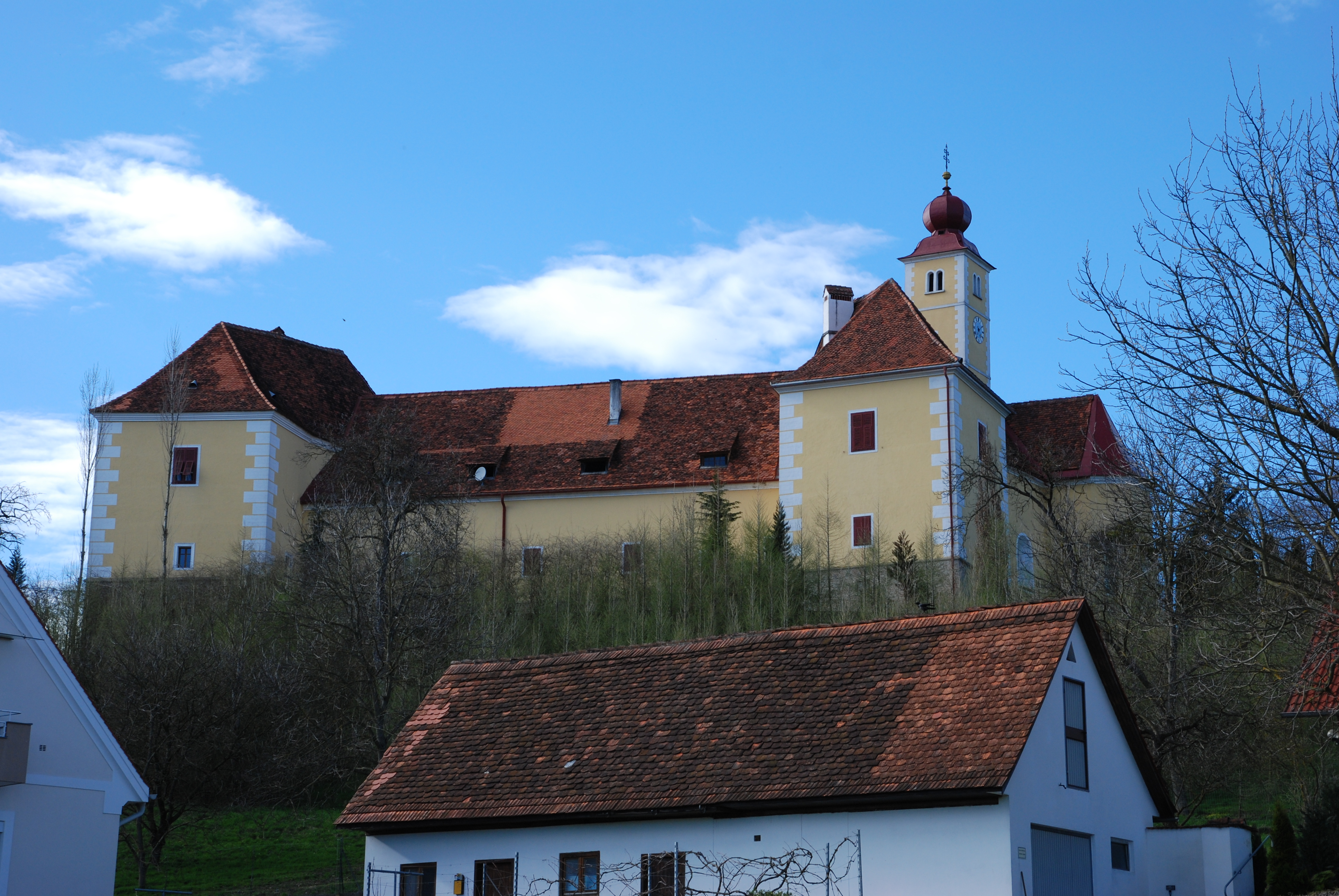
A weinburgi vár

Sankt Veit in der Südsteiermark a tartomány déli részén fekszik a Nyugat-Stájerország régióban, a kelet-stájerországi dombságon. Legnagyobb állóvize a Planksee. Az önkormányzat 11 katasztrális községben 16 falut fog össze: Hütt (185 lakos), Labuttendorf (173), Leitersdorf (135), Lind bei St. Veit am Vogau (220), Lipsch (182), Marchtring (19), Neutersdorf (92), Perbersdorf bei Sankt Veit (146), Pichla bei Mureck (156), Priebing (101), Rabenhof (149), Sankt Nikolai ob Draßling (771), Sankt Veit am Vogau (598), Siebing (272), Wagendorf (515), Weinburg am Saßbach (363),
A környező települések: délnyugatra Straß in Steiermark, nyugatra Gabersdorf, északra Schwarzautal, északkeletre Mettersdorf am Saßbach és Sankt Peter am Ottersbach, keletre Mureck, délre Murfeld.

## Története
Az önkormányzat települései közül Weinburgot 1211-ben, a weinburgi várat 1278-ban említik először. 
A Sankt Veit-i önkormányzat 1850-ben jött létre. Miután Ausztriát 1938-ban a Német Birodalomhoz csatolták, a Stájerországi reichsgauhoz tartozott, a második világháború után pedig brit megszállás alá került. 
2015-ig a települést Sankt Veit am Vogau-nak hívták. Az ekkori stájerországi közigazgatási reform során a szomszédos, addig önálló Sankt Nikolai ob Draßling és Weinburg am Saßbach részvételével új mezővárosi önkormányzatot hoztak létre, amely a Sankt Veit in der Südsteiermark nevet kapta. Mivel Weinburg am Saßbach korábban a Délkelet-stájerországi járáshoz tartozott, a járások közti határt is úgy módosították, hogy a mezőváros teljes egészében a Leibnitzi járás része lehessen. A weinburgiaknak néhány év leforgása alatt kétszer is rendszámtáblát kellett cserélniük: 2012-ig a község a Radkersburgi járáshoz tartozott és az itt regisztrált autók rendszámán RA kód szerepelt. Miután a Radkersburgi és Feldbachi járásokat Délkelet-stájerországi járás néven egyesítették, a kód SO-re, 2015-ben pedig LB-re módosult. 

## Lakosság
A Sankt Veit in der Südsteiermark-i önkormányzat területén 2017 januárjában 4039 fő élt. A lakosság 1961-től (akkor 3635) 2001-ig (4113 fő) egyenletesen növekedett, azóta 4000-4100 között ingadozik. 2015-ben a helybeliek 96,4%-a volt osztrák állampolgár; a külföldiek közül 0,9% a régi (2004 előtti), 2,1% az új EU-tagállamokból érkezett. A munkanélküliség 2,4%-os volt. 

## Látnivalók

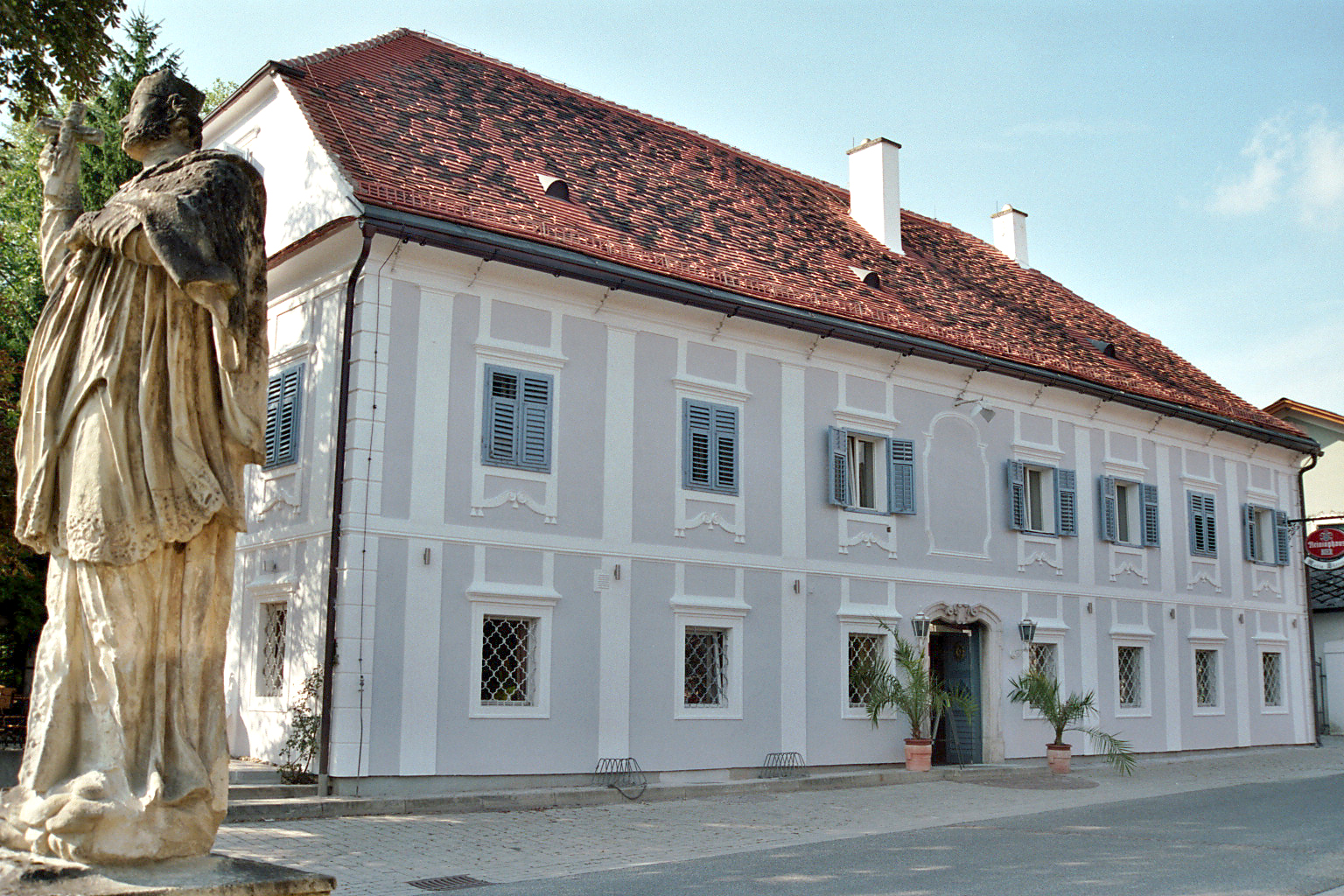
A régi fogadó és Nepomuki Szt. János szobra

- St. Veit am Vogau kéttornyú Szt. Vitus-plébániatemploma 1748-1768 között épült Josef Hueber tervei alapján és egész Délkelet-Stájerország legnagyobb késő barokk egyházi épülete. Orgonája a 17. század végéról származik. A paplak 1770-ben épült.
- A weinburgi várat először 1278-ban említik. A Wildon-család építtette. 1576-ban Károly belső-ausztriai főherceg kezére került, aki Andrea Bertoletti tervei alapján 1578-1590 között átépíttette. 1837-ben Mária Karolina, Berry hercegnője és második férje, Ettore Lucchesi-Palli gróf vásárolta meg (a közeli Brunnsee kastélyável együtt). A vár ma is a Lucchesi-Palli család birtokában van.
- St. Nikolai ob Draßling Szt. Miklós-plébániatemploma és 1791-ben épült paplakja
- St. Nikolai két kápolnája
- Labuttendorf kápolnája
- Lind kápolnája
- Lipsch kápolnája
- Perbersdorf pestisoszlopa
- St. Veitben a Kirchenplatz 1. szám alatti régi fogadó és a 18. századi Xavéri Szt. Ferenc-, valamint Nepomuki Szt. János-szobrok.
- a weinburgi Mária-oszlop

## Fordítás
- Ez a szócikk részben vagy egészben  a   Sankt Veit in der Südsteiermark című német Wikipédia-szócikk ezen változatának fordításán alapul.  Az eredeti cikk szerkesztőit annak laptörténete sorolja fel. Ez a jelzés csupán a megfogalmazás eredetét és a szerzői jogokat jelzi, nem szolgál a cikkben szereplő információk forrásmegjelöléseként.